# Ofir Libstein

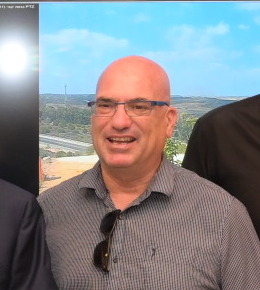
Ofir Libstein, 2022

Ofir Libstein (hebräisch אוֹפִיר לִיבּשְׁטַיְין; teilweise auch Liebstein; geboren am 1. August 1973 in Eilat, Israel; gestorben am 7. Oktober 2023) war ein israelischer Politiker. Er war seit 2018 Vorsitzender („Bürgermeister“) der Regionalverwaltung Schaʿar haNegev. Libstein wurde am 7. Oktober 2023 beim Terrorangriff der Hamas auf Israel 2023 bei einem Schusswechsel getötet.

## Leben
Libstein, teilweise auch Liebstein, wurde in Eilat geboren. Seine Eltern lebten dort, weil sein Vater dort Militärdienst leistete. Im Alter von vier Jahren zogen seine Eltern mit ihm nach Kfar Netter, wo sie bereits zuvor gewohnt hatten. Libstein studierte in Canada Children’s Village, einer Organisation der Women’s International Zionist Organisation. Er diente in den IDF als Sanitäter und Ausbilder im Sanitätskorps.
Seit 2018 war Libstein Vorsitzender der Regionalverwaltung Schaʿar haNegev. Er wollte in Kibbuzim mehr Betriebe der IT-Branche ansiedeln. Bei den Kommunalwahlen in Kfar Aza setzte er sich 2018 gegen Nira Shpak mit 68,31 % durch. Er war einer der Vorsitzenden von Habonim Dror.
Am 7. Oktober 2023 wurde Libstein bei einem Schusswechsel mit Terroristen der Hamas getötet, die im Rahmen des Terrorangriffs der Hamas auf Israel 2023 vom Gaza-Streifen aus eingedrungen waren. Etwa ein Jahr zuvor hatte er in einem Beitrag in der San Diego Union-Tribune noch seiner Hoffnung auf Frieden Ausdruck verliehen.
Er war verheiratet und hinterlässt vier Kinder.
Die von Libstein verwaltete Region ist Partnerregion des Landkreises Karlsruhe, der zum Gedenken an Libstein Trauerbeflaggung anordnete.